# Succotash

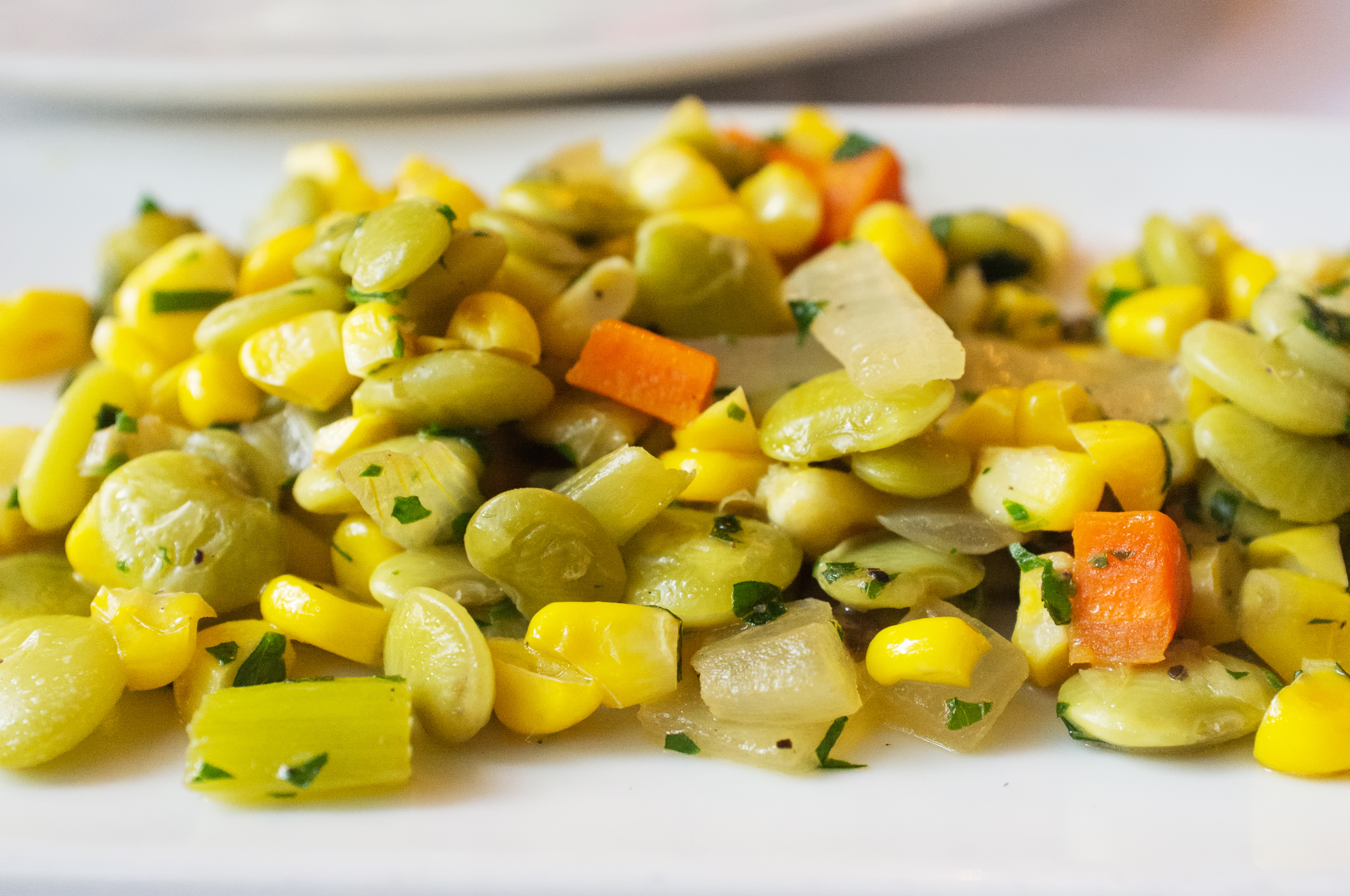
Succotash com milho, feijão, cenoura e outros vegetais

Succotash é um prato típico da culinária dos índios da América do Norte, mas popular na culinária sulista, que consiste num guisado à base de milho e feijão, cozinhados com vários vegetais e condimentos. O nome parece ser derivado de "msickquatash", que significava “maçaroca cozida” na língua naragansett, do nordeste dos Estados Unidos e o prato pode ser servido como o principal duma refeição, ou como acompanhamento de galinha frita ou costeletas de porco. 
As receitas típicas começam por saltear cebola cortada em pedaços, por vezes com alho, e acrescentar abobrinhas e pimentos cortados; deixar ganhar gosto, juntar o feijão e o milho até ficarem tenros e temperar com sal grosso, pimenta e manjerona ou tomilho e sálvia. Tradicionalmente, o milho deve ser raspado da maçaroca e o feijão deve ser ainda verde, mas descascado.  
Outros ingredientes que se podem utilizar são as natas, quiabos, tomate e vários condimentos como cebolinho e páprica. 